# Гуге
Гуге (тиб. གུ་གེ་, Вайли gu ge, кит. 古格王朝, пиньинь Gǔgé wángcháo) — древнее царство на территории западного Тибета. На месте последней столицы Гуге сегодня находится охраняемый культурно-исторический памятник Китая. Городище расположено в западной части Тибетского автономного района, в местечке Чжабужан (Цапаранг) уезда Дзанда. Территория городища занимает 720 000 м², всего насчитывается 445 комнат и бессчетное количество подземных помещений.
Гуге находится в относительной близости от священной горы Кайлас — места паломничества индусов и буддистов. Столицами Гуге были города Тхолинг и Цапаранг. Когда-то именно через них пролегали караванные пути, по которым следовали через Сатледжское плато к Кайласу многочисленные паломники… Сейчас безжизненные руины Гуге посещается организованными туристскими группами.
Археологическое сообщество заинтересовались царством Гуге примерно в 1930 году, благодаря работам итальянского буддолога Джузеппе Туччи.
По сохранившимся остаткам дворцовых сооружений можно судить о том, насколько высоким был уровень цивилизации Гуге. Дворец построен на скале, возвышающейся над обрывом, что придает ему неприступный вид. Во дворце есть разветвленный подземный ход, имеющий несколько выходов, снаружи его окружает крепостная стена. Значительная часть помещений представляет собой пещеры со сводчатыми потолками, расписанными фресками. Внутри и вне городища было найдено большое количество семян злаковых растений, орудий труда, оружия и украшений. В пещерах были обнаружены обезглавленные мумии.

## История Гуге

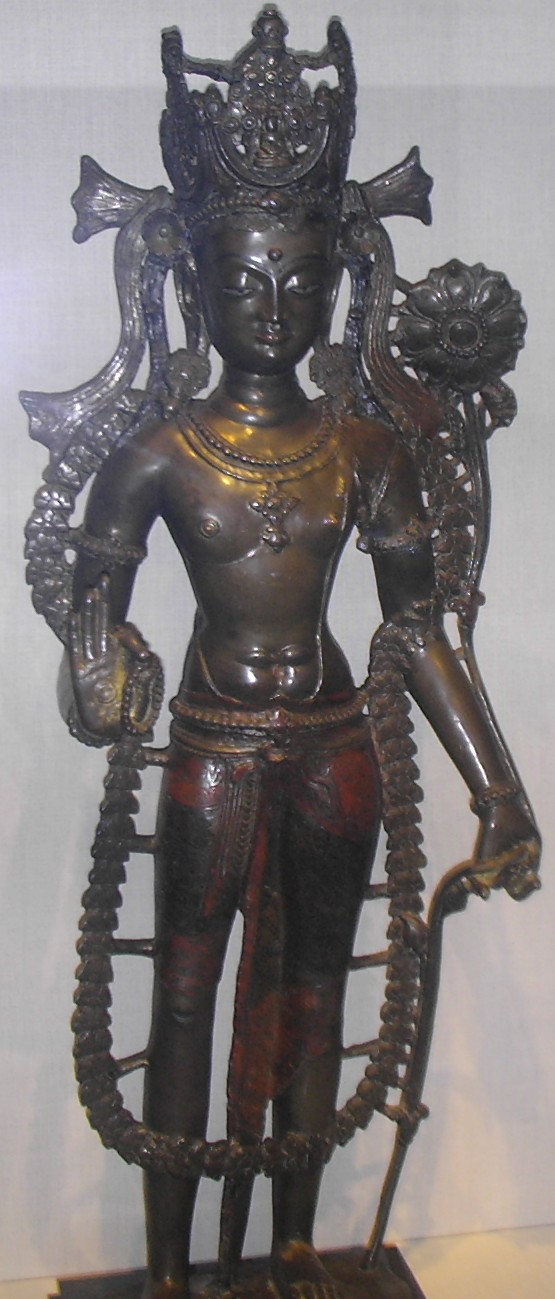
Тибетская статуя Бодхисаттвы Авалокитешвары из царства Гуге

Памятник был создан в X веке н. э. (как место проживания во II в. н. э.). Основателем его был правнук последнего тибетского царя Ландарма (царство называлось Туфань или Тубо) по имени Цзидэнимагунь. После того, как в IX веке был убит царь Ландарма, тибетское царство раскололось, начались междоусобные войны между претендентами на царский престол. Правнук Ландармы — Кьиде Ньимагён (skyid ide nyi ma mgon) — с преданным ему войском, бежал в Нгари и основал здесь династию Гуге. После его смерти трое его сыновей поделили власть, положив начало трём династиям:
- Гуге,
- Ладак и
- Пулань.

Их владения распространились не только на Нгари, но и на нынешний Кашмир и часть территории позднейшего Пакистана. Цари династии Гуге носили титул Чадакпа. По всей Азии славились мечи и доспехи, выкованные оружейниками Гуге. В 1076 году царь Сонгге Еше-О (srong nge ye shes 'od) созвал буддийский собор, с которого началось возрождение буддизма в Тибете. В Тхолинге был основан буддийский монастырь.
В 1626 году Гуге посетили иезуитские миссионеры — португальцы Антонью ди Андради и Мануэль Маркиш (Manuel Marques). По сведениям Андради, в стране было развито сельское хозяйство и орошение, в тех районах, которые сейчас пустынны. Андради искал Шамбалу — а нашёл Гуге. «Когда мы входили в Саперанг, мужчины вышли на улицы, а женщины высыпали на балконы, чтобы впервые в жизни увидеть христиан! Нас встретили чрезвычайно радушно.» — вспоминал Антонью ди Андради.
Миссионерам удалось, с согласия царя Притишмала (Pritismal), построить в Цапаранге католическую капеллу и открыть филиалы миссии в нескольких поселениях. Миссия действовала до конца царствования Притишмала. А конец пришёл вскоре.
Относительно причин, вызвавших гибель царства Гуге, имеется несколько версий. Согласно наиболее достоверной из них, в 1632 или в 1635 году брат Притишмала, бывший настоятелем Тхолингского монастыря, решил завладеть престолом. Воспользовавшись католической капеллой как благовидным предлогом для восстания, он обвинил царя в измене буддизму. И вступил в союз с правителем Ладака Сенге Намгьялом (1616—1642). Совместно, при помощи исламских наёмников, они победили армию Гуге и взяли измором Цапаранг. Сенге повелел разрушить царский дворец Гуге, почти все его жители были убиты. Придворных дам ладакцы сбросили с утёса. Царь Притишмал и вся его семья были обезглавлены. Тела царственных мучеников ладакцы свалили в сухую пещеру. В 1957 году её обнаружили офицеры НОАК: в пещере лежала груда мужских, женских и детских скелетов — все без голов! Позднее эту мрачную пещеру посетил Майкл Мур. По его свидетельству, на некоторых телах часть плоти осталась неразложившейся.
Что же касается честолюбивого настоятеля Тхолингского монастыря, то ладакцы попросту удавили его.

## Послесловие
Один из родственников Притишмала уцелел и бежал в Лхасу (он скончался в этом городе в 1743 г.). В 1679—1680 годах победоносные войска V Далай-ламы и ойратского хана Гуши освободили от ладакского ига территорию бывшего царства Гуге. Теперь здесь утвердилась власть Далай-ламы, санкционировавшего возрождение края и строительство новых монастырей. Наиболее крупные из них были основаны на руинах Цапаранга и Тхолинга. За последующие века в них было собрано множество произведений буддийского искусства. Эти храмы были осквернены в годы «культурной революции». Хунвейбины не стали особо трудиться с развалинами древнего дворца Гугейских царей. По-видимому, «мёртвое царство» они сочли менее вредным, чем живую религию. В результате большинство древних статуй изуродовали или уничтожили. В Цапаранге сохранились три крупных храма, остальные разрушили. Но и в этих трёх статуи были изуродованы. Однако, стенные росписи в разрушенных храмах по большой степени сохранились: в этой пустынной местности редко идут дожди. Сохранились и сделанные в 1948 г. фотографии статуй в храмах Цапаранга. По ним видно, какие именно шедевры искусства были разрушены…

## Список правителей Гуге
Перечень правителей Гуге и связанного с ним царство Яце составили тибетологи Л. Петех и Р. Витали.
A. Предки Ярлунгской династии.
- Осунг (в Центральном Тибете 842—905), сын Ландармы
- Пелкорцен (в Центральном Тибете 905—910) сын
- Кьиде Ньимагён (в Нгари Корсум, ок. 912-?) сын
- Пелгьигён (получил Ладак, X век) сын
- Децукгён (получил Занскар, X век) брат

B. Цари Гуге и Пуранга.
- Ташигён (получил Гуге и Пуранг, 947) брат
- Еше-О (?-988 или 959—1036) сын
- Нагараджа (религиозный лидер, ум. 1023) сын
- Дэвараджа (религиозный лидер, ум. 1026) брат
- Корре (988—996) дядя
- Лхаде (996—1024) сын
- Оддецен (1024—1037) сын
- Джангчуб-О (1037—1057) брат
- Шива-О (религиозный лидер, ум. 1111) брат
- Чечен Цацеде (Che chen tsha rTse lde; 1057—1088) сын Джангчуб-О

C. Цари Яце.
- Нагаде (Naga lde; нач. XII века)
- Ценчукде (bTsan phyug lde; сер. XII века)
- Ташиде (bKra shis lde; XII век)
- Дракценде (Grags btsan lde; XII век) брат Ценчукде
- Дракпаде (Grags pa lde; изв. 1225)
- Ашокачалла (A sog lde; изв. 1255—1278) сын
- Джитарималла ('Ji dar sMal; изв. 1287—1293) сын
- Анандамалла (A nan sMal; кон. XIII века) брат
- Рипумалла (Ri'u sMal; изв. 1312—1214) сын
- Санграмалла (San gha sMal; нач. XIV век) сын
- Аджитамалла (1321—1328) сын Джитарималлы
- Кальянамалла (XIV век)
- Пратапамалла (XIV век)
- Пуньямалла (Pu ni sMal; изв. 1336—1339) из царской семьи Пуранга
- Пхритвималла (sPri ti sMal; изв. 1354—1358) сын

D. Цари Гуге.

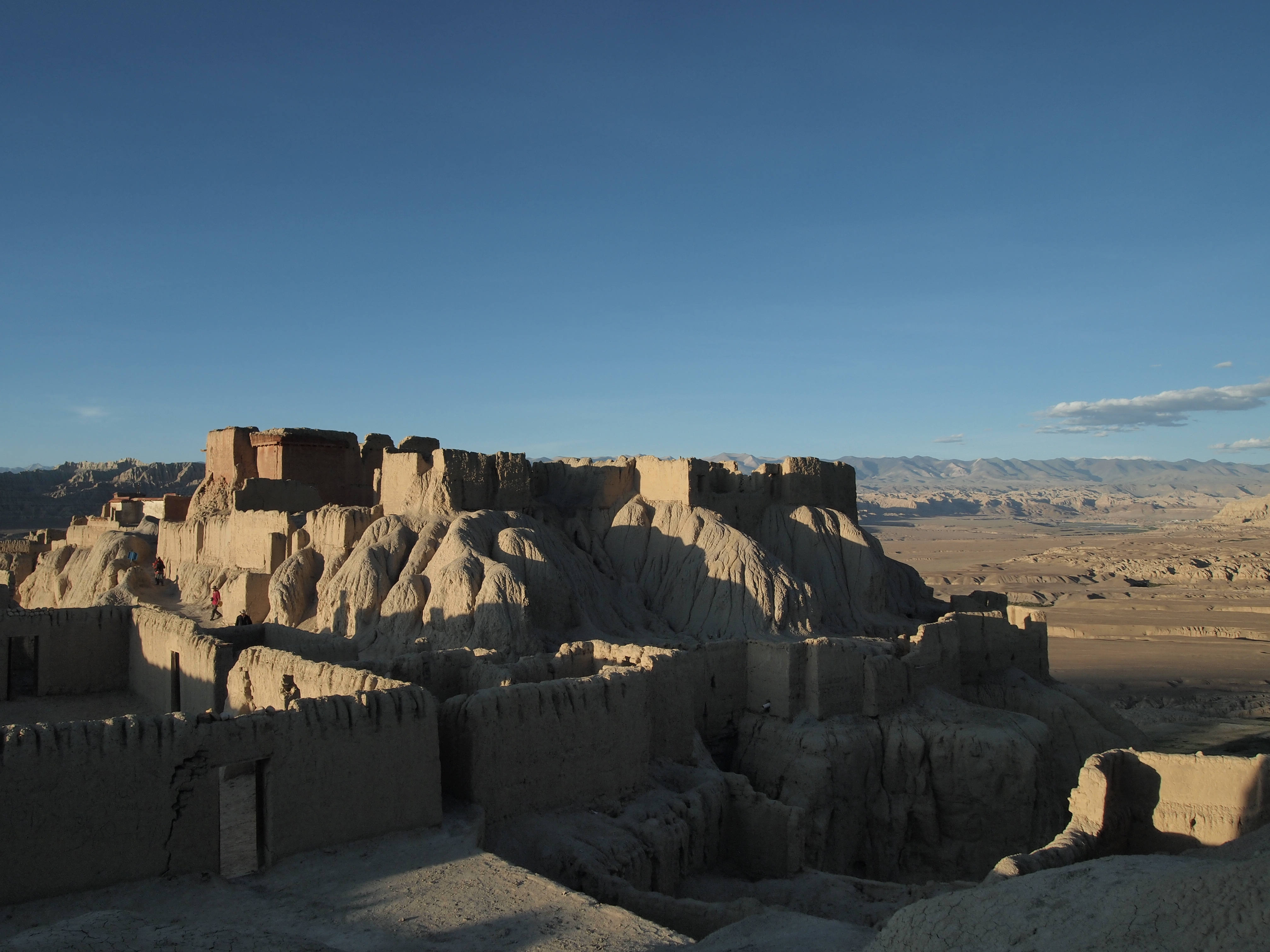
Развалины Цапаранга

- Барде (Bar lde (dBang lde)]] (1088 — ок. 1095) племянник of Чечен Цацеде
- Сонамце (bSod nams rtse; ок. 1095 — нач. XII века) сын
- Ташице (bKra shis rtse; до 1137) сын
- Джово Гьялпо (Jo bo rGyal po; регент, сер. XII века) брат
- Цебарцен (rTse 'bar btsan; XII век) сын Ташице
- Чидецен (sPyi lde btsan; XII век) сын
- Намдецен (rNam lde btsan; XII-XIII век) сын
- Ньимаде (Nyi ma lde; XII-XIII век) сын
- Гебум (dGe 'bum; XIII век) вероятно, иноземец
- Лага (La ga; ум. ок. 1260) иностранного происхождения
- Чогьял Дракпа (Chos rgyal Grags pa; ок. 1260—1265)
- Дракпаде (Grags pa lde; ок. 1265—1277) принц из Лхотё
- неизвестны
- Намгьялде (rNam rgyal lde; ок. 1396—1424) сын правителя Гуге
- Намкай Вангпо Пунцокде (Nam mkha'i dBang po Phun tshogs lde; 1424—1449) сын
- Намри Сангьеде (rNam ri Sang rgyas lde; 1449-?) сын
- Лобсан Рабтен (bLo bzang Rab brtan; ум. ок. 1485) сын
- Тёца Пагпалха (sTod tsha 'Phags pa lha; ок. 1485 — после 1499) сын
- Шакья-О (Shakya 'od; нач. XVI века) сын
- Джигтен Вангчук Пекарде (Jig rten dBang phyug Pad kar lde; изв. 1537—1555) сын?
- Нгагги Вангчук (Ngag gi dBang phyug; XVI век) сын
- Намка Вангчук (Nam mkha dBang phyug; XVI век) сын
- Ти Ньима Вангчук (Khri Nyi ma dBang phyug; кон XVI века) сын
- Ти Дракпей Вангчук (Khri Grags pa'i dBang phyug; ок. 1600) сын
- Ти Намгьел Дракпаде (Khri Nam rgyal Grags pa lde; изв. 1618) сын
- Таши Дракпаде (bkra shis dgags pa lde; до 1622—1630) сын
- царство завоёвано Ладаком (1630)
- позже вошло в состав Тибета при Далай-ламе V (1679—1680)

## Фильмы
- Гуге — забытое царство Тибета. Документальный фильм (Сингапур, 2006).

Оригинальное название: Guge. The lost kingdom of Tibet. Режиссёр Патрик Флеминг. Оператор Янг Шу.
- Царство Гугай. Документальный фильм (ВВС). Режиссёр Майкл Мур.